# Maximalkraft
Die Maximalkraft ist die größtmögliche Kraft, die das neuromuskuläre System des Menschen willkürlich gegen einen Widerstand auszuüben vermag. Als Synonyme werden auch die Begriffe maximum strength, oder Rohkraft, verwendet.
Unter besonderen Bedingungen (Todesangst, Hypnose, zusätzlich zur maximal willkürlichen Muskelkontraktion durchgeführte Elektrostimulation etc.) kann kurzfristig noch mehr Kraft erzeugt werden. Diese höhere Kraft, welche sich aus der Maximalkraft und den Kraftreserven, den sogenannt autonom geschützten Reserven zusammensetzt wird als Absolutkraft bezeichnet.

## Grundlagen
Die Maximalkraft bildet die Grundlage für die anderen Krafteigenschaften (Kraftausdauer, Schnellkraft, Reaktivkraft). Sie kann in zwei verschiedene Kategorien unterteilt werden. Die statische (isometrische) Maximalkraft (z. B. Haltekraft) ist die größtmögliche Kraft, die ein Nerv-Muskel System gegenüber einem unüberwindbaren Widerstand ausüben kann. Im Gegensatz dazu tritt die dynamische Maximalkraft innerhalb von Bewegungen auf, die dadurch charakterisiert ist, dass die Bewegung aufgrund der hohen Beanspruchung nur einmal zu vorherdefinierten Bedingungen durchführbar ist (Ehlenz, 2003 und Grosser, 2004).
Aufgrund der unterschiedlichen Arbeitsweise der Muskulatur wird in der Literatur die dynamische Maximalkraft in eine konzentrische (Überwindung des maximal möglichen Widerstandes) und exzentrische (vgl. beim Herablassen des Maximalgewichtes) Maximalkraft weiter untergliedert. Diese grenzen sich insofern von der statischen/isometrischen Maximalkraft ab, als die konzentrische unter der statischen/isometrischen und diese wiederum unter der exzentrischen maximalen Kraftfähigkeit liegt (vgl. Schmidtbleicher). Die exzentrische Maximalkraft entspricht hierbei der messtechnischen Repräsentation der Absolutkraft (s. o.). Eine Unterscheidung macht in der Praxis Sinn, da man durch die Differenz der exzentrischen und der isometrischen Maximalkraft ein so genanntes individuelles Kraftdefizit ermitteln kann, welches Aussagen zur weiteren Trainingsplanung liefern kann (Ehlenz, 2003). So deutet ein hohes Kraftdefizit auf eine wenig ausgeprägte intramuskuläre Koordination, welche durch ein entsprechendes Maximalkrafttraining verbessert werden kann. Umgekehrt kann mittelfristig nur durch ein Hypertrophietraining (Erhöhung der Muskeldicke) eine entscheidende Verbesserung der Kraftfähigkeiten erzielt werden, wenn im Falle eines geringen Kraftdefizites eine hohe intramuskuläre Koordination vorherrscht.
Schmidtbleicher (2008) postuliert jedoch, dass „eine Unterscheidung in dynamisch konzentrisch, isometrisch und dynamisch exzentrische Maximalkraft dimensionsanalytisch gesehen unzulässig ist. Alle beschriebenen Kontraktionsformen beruhen auf einer einheitlichen Fähigkeit, die mit der Bezeichnung Maximalkraft hinreichend genau beschrieben wird.“

## Bestimmende Faktoren
Faktoren, welche die Maximalkraft bestimmen (Ehlenz, 2003; Grosser, 2004; Hollmann/Hettinger 2000; Schmidtbleicher, 2008):
Interne Faktoren:
- der physiologische Muskelquerschnitt (die Muskeldicke): Je größer der Querschnitt, desto höher ist die Zahl der kontraktilen Elemente Aktin und Myosin.
- die Muskelfaseranzahl
- das Fasertypenverhältnis (hauptsächlich das Verhältnis zwischen Typ-I- und Typ-II-Fasern)
- die Muskelstruktur (Fiederungsrichtung)
- die intermuskuläre Koordination (Zusammenspiel verschiedener synergistischer Muskeln)
- die intramuskuläre Koordination: Rekrutierung, Frequentierung und Synchronisation der nervalen Muskelansteuerung (Zusammenspiel der Muskelfasern innerhalb des Muskel)
- die Muskelfaserlänge und der jeweilige Zugwinkel
- die Muskelelastizität
- die statische Maximalkraft als Bedingung für die dynamische Maximalkraft
- die Muskelvordehnung (dynamische Maximalkraft)
- die Kontraktionsgeschwindigkeit des Muskels (dynamische Maximalkraft)
- der (psychisch-mentale) Motivationsgrad und die Konzentrationsfähigkeit (willkürliche Aktivierungsfähigkeit)
- das Geschlecht (aufgrund des durchschnittlichen unterschiedlich hohen Muskelanteils)
- das Alter (aufgrund der Testosteron-Menge vor der Pubertät und der Muskelmassenabnahme ab ca. dem 30. Lebensjahr)
- der Trainingszustand (enzymatische Kapazität, Muskeldicke, Kapillarisierung etc.)
- der Ernährungszustand (vgl. Mangelernährung, Dehydration etc.)
- der Vorbereitungszustand (Aufwärmen)

Externe Faktoren:
- die Tageszeit (Minimum zwischen 2–5 Uhr, Maximum in den frühen Nachmittag- und Abendstunden)
- die Umgebungstemperatur (bedingt)
- die zu bewegende Masse (dynamische Maximalkraft)
- die Motivation durch äußere Umstände (Zuschauer, Testverfahren usw.)
- die Messanordnung bei der Ermittlung/Testung
- Trainingsflow/momentum

Die maximale Kraftfähigkeit (Muskelquerschnitt, Koordination und indirekt die Motivationsfähigkeit) sind über physisches (Maximalkrafttraining) bzw. mentales Training beeinflussbar. Neuere Untersuchungen zeigen, dass anscheinend das Fasertypenverhältnis bedingt beeinflussbar ist. Unklar ist bis dato, ob die Faseranzahl (Hyperplasie) durch Training verändert werden kann. Zusätzlich zeigen Studien, dass nicht nur durch mentale Motivationstechniken, sondern selbst durch bloße Imagination von Muskelkontraktionen (entspricht speziellem mentalen Training) moderate Kraftzugewinne ermöglicht werden. Dies spricht für die Annahme, dass die Optimierung der muskulären Aktivierung (intramuskuläre Koordination) einen zentralnervösen Lerneffekt darstellt (Reiser, 2005).
Für die Sportpraxis ist meistens nicht die absolute, sondern die relative Kraft entscheidend, die sich aus dem Verhältnis von Maximalkraft und Körpergewicht ergibt.